# جهاز ذكي

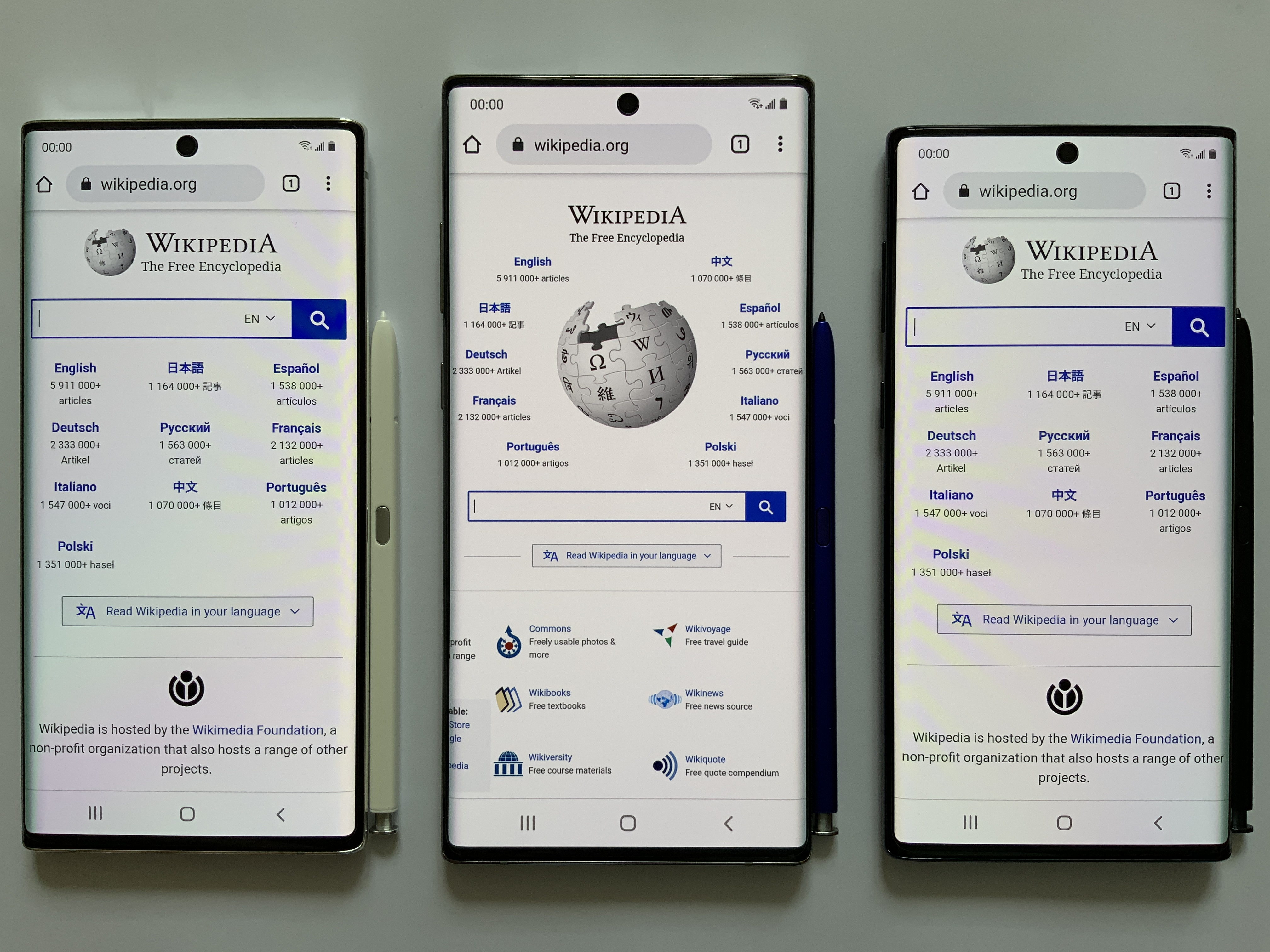

الجهاز الذكي، مرتبط بأجهزة أخرى أو شبكات لاسلكية عبر بروتوكولات مختلفة مثل بلوتوث، إن إف سي، واي-فاي، جيل ثالث وغيرها، التي يمكن أن تعمل إلى حد ما بشكل تفاعلي وبشكل مستقل. على نطاق واسع يعتقد أن هذه الأنواع من الأجهزة سوف يفوق عددها أي أشكال أخرى من الحوسبة الذكية والاتصالات في وقت قصير جدا.
وهناك العديد من الأمثلة البارزة من الأجهزة الذكية
1. الهواتف الذكية (smartphones)[ مثل ابل آي فون أو بلاك بيري (blackberry) أو أغلب الأجهزة التي تعمل بنظام التشغيل أندرويد].
2. تابلت وحاسوب لوحي (تابلت) [مثل أبل آي باد أو جوجل نيكزس 7 أو آرو من فوجيتسو (Fujitsu Arrows) أو مايكروسوفت سورفس (Microsoft Surface)].
3. الساعات الذكية [مثل فيتبيت - سورج (Fitbit – Surge) أوالساعه الذكية من سامسونج - جير 2 (Samsung – Gear 2 Smart Watch)].
4. الأطواق الذكية [مثل رازر - ريفلز نوبو (Razer - Reveals Nabu) أو من LG طوق اللياقة].
5. سلاسل المفاتيح الذكية [مثل مفاتيح Prestigio ].
6. أجهزة DVR [مثل طبق هوبر].
7. وحدة التلفزيون الذكية [مثل آبل تي في (Apple TV ) أو هواوي (MediaQ M310)].
8. مشغلات الوسائط والصوتيات المحمولة [مثل آي بود تورش].
9. أجهزة الكمبيوتر المحمول [مثل سوني - (VAIO S Series ) أو سامسونج (ATIV Smart PC) أو من NEC (LaVie Series ) أو أبل ماك بوك برو (MacBook Pro ) و ماك بوك اير(MacBook Air)].

مصطلح الاجهزة الذكية يمكن ان يشير إلى جهاز الكمبيوتر في كل مكان: وهو الجهاز الذي يسلك بعض خصائص الحوسبة في كل مكان والذي يتضمن الذكاء الصناعي.
ويمكن تصميم الأجهزة الذكية لدعم مجموعة متنوعة من العوامل على شكل من الأشكال، و مجموعة من الخصائص المتعلقة الحوسبة في كل مكان واستخدامها في ثلاث بيئات أنظمة رئيسية: العالم المادي، والبيئات التي محورها الإنسان وبيئات الحوسبة الموزعة.